# Jaquet Droz
 (septembre 2018).
Si vous disposez d'ouvrages ou d'articles de référence ou si vous connaissez des sites web de qualité traitant du thème abordé ici, merci de compléter l'article en donnant les références utiles à sa vérifiabilité et en les liant à la section « Notes et références ».
Jaquet Droz est une entreprise horlogère suisse créée en 1738, propriété du groupe Swatch.

## Histoire

### XVIIesiècle
En 1738, Pierre Jaquet-Droz établit son premier atelier à La Chaux-de-Fonds. Il réalise une série de pendules longues-lignes (horloges de parquet).
En 1758, Pierre Jaquet-Droz, accompagné de son beau-père Abraham Louis Sandoz, et Jacques Gevril, un jeune ouvrier, construisent une carriole spéciale aménagée pour le transport de six pendules pour le roi d’Espagne.
De retour à La Chaux-de-Fonds, il se consacre entièrement à la fabrication de ses montres, pendules et automates : En 1773, Pierre Jaquet-Droz et Henri-Louis, son fils, présentent les automates androïdes – l’Écrivain, le Dessinateur et la Musicienne – à toute l'Europe.
En 1774, un atelier est ouvert à Londres sous la direction de son fils Henri-Louis. Depuis cet atelier, les relations commerciales se tissent jusqu'en Asie et au Moyen-Orient. En 10 ans, 600 pièces sont exportées vers la Chine, l’Empereur Qianlong étant passionné par les montres mécaniques et les automates européens. Jaquet-Droz est la première marque horlogère importée à la Cité Interdite. De nombreux automates et montres de poche sont conservés au musée de ce palais impérial.
En 1784, les Jaquet-Droz ouvrent la première manufacture horlogère genevoise spécialisée dans la production et l’exportation de montres de grand luxe, à automates, à musiques et autres complications tout en développant la fabrication des oiseaux chanteurs. Les Jacquet-Droz créent une économie de l'horlogerie dans la ville.
En 1790-1791, Pierre et Henri-Louis Jaquet-Droz décèdent à une année d’intervalle. La révolution française et les conflits qui en résultent, ainsi que les guerres napoléoniennes, mettent un terme à la période créatrice et prospère de la maison Jaquet-Droz.
Le 1er mai 1909, la Société d'histoire et d'archéologie du canton de Neuchâtel remet en don à la ville Neuchâtel trois automates, un Écrivain, un Dessinateur et une Musicienne, de Pierre Jaquet-Droz, Henri-Louis Jaquet-Droz son fils et leurs collaborateurs.
Ces trois automates, maintenus ensemble dès leur création, fonctionnent encore aujourd'hui.

## Collections
- Grande Seconde Collection
- Grande Seconde SW Collection
- Petite Heure Minute Collection
- Astrale Collection
- Lady 8 Collection
- Les Ateliers d'Art Collection